# کیت استار
کیت استار (انگلیسی: Kate Starre؛ زادهٔ ۱۸ سپتامبر ۱۹۷۱) بازیکن هاکی روی چمن اهل استرالیا بود.
وی در مسابقات کشوری و بین‌المللی در مجموع برندهٔ ۹ مدال طلا، ۱ مدال برنز شده‌است.